# Canberra Women's Classic 2002
Canberra Women's Classic 2002 — жіночий тенісний турнір, що проходив на відкритих кортах з твердим покриттям National Sports Club у Канберрі (Австралія). Належав до турнірів 5-ї категорії в рамках Туру WTA 2002. Турнір відбувся вдруге і тривав з 6 до 12 січня 2002 року. Несіяна Анна Смашнова здобула титул в одиночному розряді й отримала 16 тис. доларів США.

## Фінальна частина

### Одиночний розряд
Анна Смашнова —  Тамарін Танасугарн 7–5, 7–6(7–2)
- Для Смашнової це був 2-й титул в одиночному розряді за рік і 4-й — за кар'єру.

### Парний розряд
Нанні де Вільєрс /  Ірина Селютіна —  Саманта Рівз /  Адріана Серра-Дзанетті 6–2, 6–3